# Leonid Mielnikow
Leonid Gieorgijewicz Mielnikow (ukr. Леоні́д Гео́ргійович Ме́льников, ur. 5 maja?/18 maja 1906 w Diegtariewce, zm. 16 kwietnia 1981 w Moskwie) – ukraiński i radziecki polityk. I sekretarz Komunistycznej Partii (bolszewików) Ukrainy (1949–1953), członek Prezydium KC KPZR (1952–1953), minister przemysłu węglowego ZSRR (1955–1957), ambasador ZSRR w Rumunii (1953–1955), deputowany do Rady Najwyższej ZSRR od 1 do 3 kadencji, 5 kadencji i od 7 do 10 kadencji.

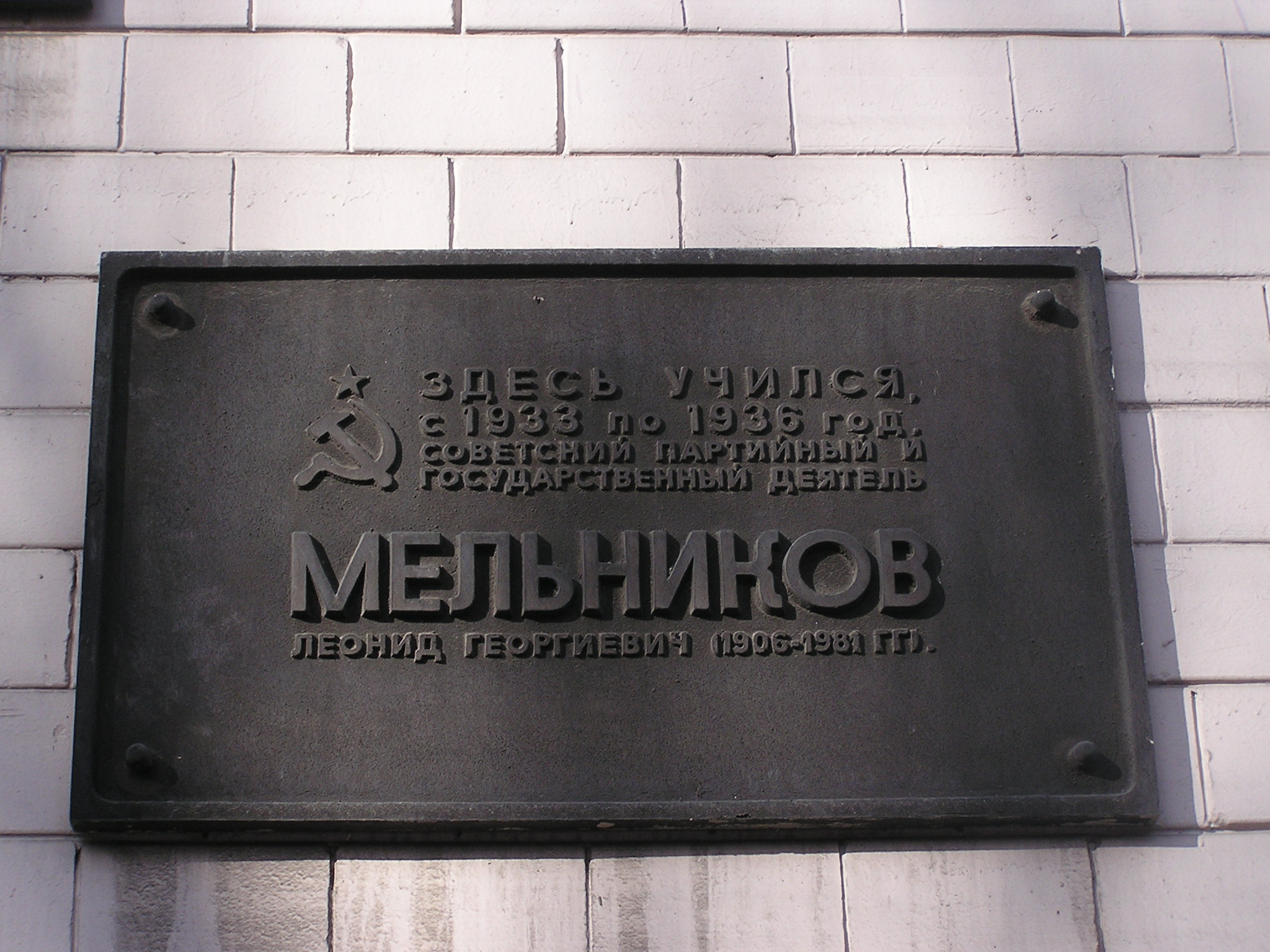
Tablica pamiątkowa poświęcona Leonidowi Mielnikowowi na budynku Donieckiego Narodowego Uniwersytetu Technicznego

## Życiorys
Od 1924 członek Komsomołu, od 1928 WKP(b). 1928–1930 odbywał służbę w Armii Czerwonej, w 1936 ukończył z wyróżnieniem Doniecki Instytut Przemysłowy i został inżynierem górnictwa. Pracował jako inżynier w kopalni węgla kamiennego, wkrótce został przeniesiony do pracy partyjnej w Obwodowym Komitecie WKP(b) w Stalińsku (ówczesna nazwa Nowokuźniecka), gdzie był m.in. kierownikiem wydziału personalnego. W 1942 wysłany na front, brał udział w obronie Stalingradu, potem został sekretarzem WKP(b) w Karagandzie w Kazachstanie, 16 II 1944 został I sekretarzem Obwodowego Komitetu WKP(b) w Stalino (obecnie Donieck) (do 21 VII 1947). Potem został II, a 18 XII 1949 I sekretarzem KP(b)U (do 12 VI 1953). Od 16 X 1952 do 6 III 1953 był członkiem Prezydium KC KPZR. 1953–1955 był ambasadorem ZSRR w Rumunii, później od 6 IV 1955 do 10 V 1957 ministrem przemysłu węglowego. Następnie w Kazachskiej SRR był wiceprzewodniczącym, potem przewodniczącym Gosplanu przy Radzie Ministrów. Deputowany do Rady Najwyższej ZSRR w latach 1941–1954, 1958–1962 i 1966–1981.
Pochowany został na cmentarzu Nowodziewiczym w Moskwie.

## Upamiętnienie
- Na budynku Donieckiego Narodowego Uniwersytetu Technicznego znajduje się poświęcona mu tablica pamiątkowa.
- W 2008 w Moskwie odsłonięto poświęconą mu tablicę pamiątkową na budynku domu, w którym mieszkał latach 1962–1981.
- W 2009 Federalna Służba Nadzoru Ekologicznego, Technologicznego i Atomowego ustanowiła medal jego imienia[1].

## Odznaczenia
- Order Lenina (pięciokrotnie)
- Order Rewolucji Październikowej
- Order Wojny Ojczyźnianej I klasy
- Order Czerwonego Sztandaru Pracy